# عبد الشكور التركستاني
عبد الشكور التركستاني، كان أمير الحزب الإسلامي التركستاني الذي يسعى لاستقلال تركستان الشرقية عن الصين وإقامة دولة إسلامية فيها. ظهر عبد الشكور في أغسطس 2011 في مقطع فيديو يعلن مسؤولية الحزب عن هجمات كاشغر 2011 و هجمات هوتان 2011.
يقال أنه تولى قيادة تنظيم القاعدة في المناطق القبلية الخاضعة للإدارة الاتحادية في باكستان في أبريل 2011 بعد مغادرة سيف العدل المنطقة، وفقا لصحيفة كراتشي الجهادية 
قُتل عبد الشكور في وزيرستان الشمالية من قبل المخابرات المركزية الأمريكية بواسطة طائرة بدون طيار في 24 أغسطس 2012.